# Nadine Hentschke
Nadine Hentschke (* 27. Januar 1982 in Rheinberg) ist eine ehemalige deutsche Leichtathletin. Sie war U23-Vizeeuropameisterin und Deutsche Meisterin im 100-Meter-Hürdenlauf.
Hentschke wuchs in Moers auf und kam über den VfL Repelen und das Team Niederrhein zur MTG Mannheim. Sie wurde 2000 und 2001 Deutsche Jugendmeisterin und 2001 Deutsche Juniorenmeisterin. Bei den Senioren wurde sie 2001 Dritte, ehe sie im Jahr 2003 sowohl in der Halle als auch im Freien bei den Deutschen Meisterschaften gewann. In der Halle konnte sie 2005 auch mit der 4-mal-200-Meter-Staffel der MTG Mannheim (mit Sabrina Mulrain, Johanna Kedzierski und Anne Möllinger) den Titel gewinnen.
International wurde Hentschke Vierte bei den Junioreneuropameisterschaften 2001. Bei Halleneuropameisterschaften wurde sie 2002 Achte und 2005 Siebte. Bei den U23-Europameisterschaften 2003 in Bydgoszcz konnte sie die Silbermedaille gewinnen. Dort stellte Hentschke auch ihre persönliche Bestzeit in 12,89 s auf. Außerdem nahm sie 2003 an den Weltmeisterschaften in Paris und 2004 an den Olympischen Spielen in Athen teil.
Im Januar 2008 trat Hentschke nach drei Jahren, in denen sie immer wieder verletzt war, vom Leistungssport zurück. Sie studierte in Heidelberg auf Lehramt und wurde in Mannheim Lehrerin.